# Hans-Georg Aschenbach
Hans-Georg Aschenbach (* 25. Oktober 1951 in Brotterode) ist ein ehemaliger deutscher Skispringer. Er war Olympiasieger, Weltmeister und gewann die Vierschanzentournee. Er deckte nach seiner Flucht aus der DDR 1988 das staatliche Zwangsdoping im DDR-Leistungssport auf.

## Sportliche Erfolge
1969 wurde Aschenbach Junioren-Europameister, zwei Jahre später gewann er als 20-Jähriger in Johanngeorgenstadt den ersten DDR-Meistertitel. 1972 nahm er an den Olympischen Winterspielen in Sapporo teil und landete auf der Normalschanze auf Platz 31. 1973/1974 holte er sich nach Siegen in Oberstdorf und Innsbruck den Gesamtsieg bei der Vierschanzentournee, nachdem er zuvor 1973 in Oberstdorf mit einer persönlichen Bestweite von 157 Metern Skiflug-Weltmeister geworden war. 1974 wurde er im schwedischen Falun Weltmeister von der Normal- und der Großschanze und zum Sportler des Jahres der DDR gewählt. Im Jahr darauf wurde er am Meniskus operiert. Bei den Olympischen Spielen 1976 in Innsbruck gewann er Gold auf der Normalschanze, auf der Großschanze wurde er Achter. Zudem gewann er die Skiflugwoche 1976 in Ironwood (USA) und erzielte dort mit 154 Metern Schanzenrekord. Danach beendete er seine Sportlaufbahn.

## Ausbildung und Engagement im Sport-System der DDR
Während seiner aktiven Karriere absolvierte er von 1970 bis 1978 ein Sportstudium an der DHfK Leipzig zum Diplom-Sportlehrer. Anschließend studierte er bis 1982 an der Militärmedizinischen Sektion der Ernst-Moritz-Arndt-Universität Greifswald. Noch während seiner Facharztausbildungszeit wurde er 1984 zum Dr. med. promoviert. Von 1985 bis 1988 arbeitete er als Sportarzt beim ASK Vorwärts Oberhof und war medizinischer Betreuer der Skispringer und Arzt der DDR-Nationalmannschaft. Dabei bekleidete er den Rang eines Oberstleutnants der Nationalen Volksarmee.
Aschenbach war seit 1969 Mitglied der SED, Delegierter des XI. SED-Parteitags und Mitglied des Friedensrats der DDR. Nach eigenen Aussagen geschah dies gezielt, um vom Staatsapparat wieder die Erlaubnis für Reisen in den Westen zu erhalten, nachdem er beim MfS wegen „kleinbürgerlicher Tendenzen“ und „charakterlicher Schwächen“ aufgefallen war.

## Flucht in die Bundesrepublik Deutschland und spätere Aktivitäten
Am 27. August 1988 nutzte Aschenbach die Teilnahme der Nationalmannschaft am Mattenspringen in Hinterzarten, um sich in den Westen abzusetzen. Er schüttelte vor dem Mannschaftshotel seinen Bewacher von der Staatssicherheit ab und fuhr mit einem Freund, der ein halbes Jahr zuvor aus der DDR geflohen war und mit seinem Auto auf ihn wartete, davon.
Seine Familie ließ er in der DDR zurück. Nach seiner Flucht berichtete er in Bild am Sonntag vom Zwangsdoping im DDR-Leistungssport: Kinder und Jugendliche würden gedopt, ohne dass sie und ihre Eltern es wüssten. Auch er selbst nahm Oral-Turinabol ein.
Nach seiner Flucht nahm Hans-Georg Aschenbach eine Stelle als Orthopäde an der Mooswaldklinik in Freiburg im Breisgau bei Armin Klümper an. Wenige Monate vor dem Fall der Berliner Mauer erhielt seine Familie durch Vermittlung der UNO die Erlaubnis, ebenfalls nach Freiburg überzusiedeln. Seit 1993 praktiziert er als niedergelassener Arzt in Freiburg-Munzingen.
Zeitweise war Aschenbach als TV-Experte für die ARD tätig.
2012 publizierte er unter dem Titel Euer Held. Euer Verräter. Mein Leben für den Leistungssport seine Lebenserinnerungen.

## Erfolge

### Schanzenrekorde
| Ort   | Land     | Weite               | aufgestellt am   | Rekord bis    |
| ----- | -------- | ------------------- | ---------------- | ------------- |
| Falun | Schweden | 90,0 m (HS: 100 m)  | 16. Februar 1974 | 10. März 1981 |
| Falun | Schweden | 104,0 m (HS: 134 m) | 23. Februar 1974 | 8. März 1985  |

## Auszeichnungen
- Vaterländischer Verdienstorden in Silber 1974
- Aufnahme in die Hall of Fame des deutschen Sports der Stiftung Deutsche Sporthilfe 2015[7]

## Veröffentlichungen
- mit Hendrik Rümenap: Euer Held. Euer Verräter. Mein Leben für den Leistungssport. Mitteldeutscher Verlag, Halle 2012, ISBN 978-3-89812-892-6
  - Hans Georg Aschenbach: Innere Zerrissenheit, Rezension von Thomas Purschke in der Berliner Zeitung, 14. März 2012
  - Abrechnung mit dem DDR-Sport: Olympiasieger Aschenbach: Vom Held zum Verräter, Rezension von Friedhard Teuffel im Tagesspiegel, 21. März 2012